# Mezőfi Vilmos
Mezőfi Vilmos (Debrecen, 1870. március 27. – Budapest, 1947. április 16.) újságíró, politikus.

## Életrajza
Mezőfi Manó orvos és Rotter Ernesztina fia. Apja meggyilkolásának szemtanúja volt és mivel ezen gyilkosságot (saját vallomása szerint), mert apja a szombati napot és a zsidó liturgia megszabta egyéb parancsokat meg nem tartotta, zsidók követték el, ez mélyen bevésődött emlékébe s ez volt főbb oka annak, hogy minden előítéletek ellen küzdve folytatta életét. Apja halála után Pestre került, ahol nagy nyomorúsággal küzdve, beteg édesanyjának támogatása mellett elvégezte a Síp utcai zsidó felekezetű hat osztályú elemi iskolát, majd nagy küzdelemmel a Röser-féle kereskedelmi iskola III. osztályába féltandíj mellett felvették. Az első negyed évet ott töltötte, de a másodikat már nem, mert a tandíjat nem tudta fizetni. Magára hagyatva inasnak állt be; volt egymásután esztergályos, aranyműves, fogtechnikus, fűszerkereskedő, fodrászinas egyebek; de sehol se bírta ki huzamosabb ideig, míg végül rokonánál, Berkovits Antal órásmesternél megállapodott. Itt töltött két évet és szabályszerű bizonyítványt nyert az órásmesterségből. Nagy kedve azonban nem volt ezen mesterséghez sem. Ha napi munkáját elvégezte, tanult és éjszakákon át pótolta azt, amit iskolába nem járván elmulasztott. Így tanult meg többek közt gyorsírni és sztenográf írógépén írni is. Felszabadulása után 18 éves korában azonnal a Magyar Hiradó kőnyomatos laptudósító munkatársa lett.
1892-től 1896-ig dolgozott a képviselőház gyorsirodájában, ezzel párhuzamosan a Magyar Hírlap, a Pesti Hírlap és a Függetlenség című politikai napilapoknál jelentek meg cikkei. Az 1890-es évek közepén lépett be az MSZDP-be. A párt 1899-es kongresszusán szembefordult annak vezetőségével: a szegényparasztság szervezésének elhanyagolását kifogásolta. Miután a pártból kizárták, 1900-ban a Magyarországi Újjászervezett Szociáldemokrata Pártot alapította meg, ennek a programjával volt a szegvári kerület képviselője az országgyűlésben 1905-től 1910-ig. Agrárszocialista jellegű volt a mozgalma; kispolgári demokrata, nacionalista elveket képviselt, támogatta a Függetlenségi Párt ellenzéki politikáját. Pártja az első világháború előtt a tömegbefolyását szinte teljes mértékben elvesztette. 1901-ben vette át a Szabad Szó című lapot, amelyet 1899-ben indítottak útjára a szentesi földmunkások Árvai Bálint közreműködésével. Több röpirat szerzője és fordítója. Sírja a Kozma utcai izraelita temetőben található (5B-10-20).

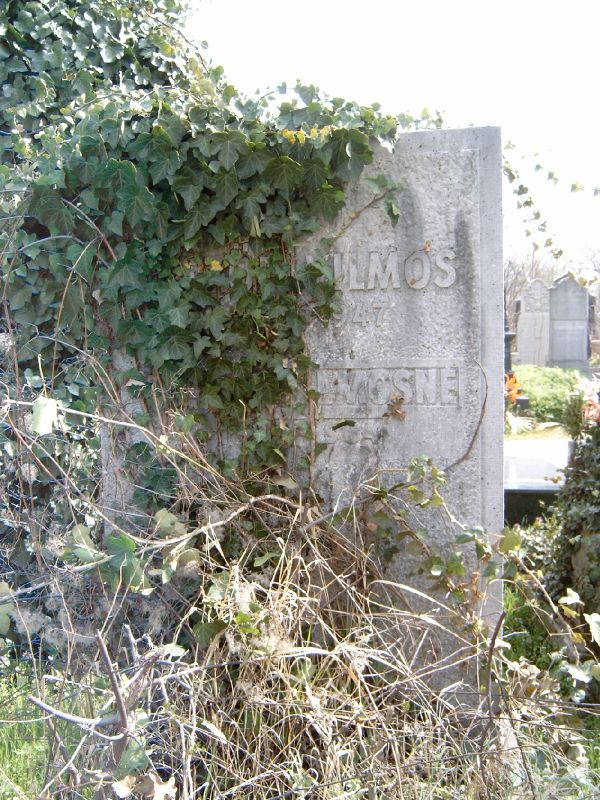
Mezőfi Vilmos sírja

## Fontosabb művei
- Az igazi socializmus (Budapest, 1893)
- Jog a lustasághoz (Budapest, 1894)
- Kommunizmus és kapitalizmus (Budapest, é. n.)
- Jönnek a socialisták (Budapest, é. n.)
- A sociáldemokraczia evangéliuma (Budapest, é: n.)
- Weitling Vilmos a legelső német kommunista élete és tanítása (Budapest, 1898)
- Két világ (Budapest, é. n.)
- A munkabérek Magyarországon az 1896 – 1898 években (Budapest, 1899)
- Anarkisták, vagy soczialisták (Budapest, é. n.)
- Kik a hazaárulók (Budapest, 1899)
- A socziáldemokraták tízparancsolata (Budapest, é. n.)
- A mindentudó néplexikon (Elek Sándorral, Budapest, 1928)

Szerkesztette az 1913 és 1918 között megjelent több kötetes Évezredek története című történelmi ismeretterjesztő sorozatot Elek Sándorral közösen.